# Myotis muricola
Myotis muricola is een vleermuis uit het geslacht Myotis. M. muricola is een kleine Myotis-soort met in het bijzonder kleine voeten.

## Verspreiding
Deze soort komt voor van Afghanistan tot Borneo, Celebes en mogelijk de Filipijnen, de Molukken en Nieuw-Guinea.
De taxonomische status van deze soort en zijn verwanten is zeer onduidelijk. In de oudere literatuur worden deze populaties vaak tot de baardvleermuis (M. mystacinus) gerekend, maar die komt samen met M. muricola voor in India, zoals in 1983 werd aangetoond door de Engelse mammaloog John Edwards Hill. In datzelfde onderzoek werd echter een nieuw probleem gesignaleerd: op Celebes kwamen twee vormen van M. "muricola" voor, een grotere en een kleinere. Voor de grotere vorm werd de naam Myotis ater gebruikt. Later onderzoek toonde aan dat er ook op Borneo en Malakka twee soorten waren. De populaties op Borneo worden tot de ondersoort M. ater nugax gerekend, de nog grotere Maleisische populatie werd voorlopig ook tot M. ater gerekend, hoewel die mogelijk een aparte soort vertegenwoordigt. Op Borneo werd zelfs nog een derde soort uit de groep beschreven, M. gomantongensis. Andere onderzoekers suggereerden echter dat de twee groepen op veel plaatsen overlapten en in feite maar één soort vertegenwoordigden. Ook de soort Myotis oreias, bekend van slechts één exemplaar uit Singapore, is met M. muricola geassocieerd, maar is waarschijnlijk niet verwant. Hoewel voor beide soorten de Filipijnen en de Molukken als deel van de verspreiding zijn gepubliceerd, komt in beide gebieden hoogstwaarschijnlijk slechts een van de twee soorten voor. Welke dat is, is niet duidelijk. Myotis latirostris uit Taiwan, die lange tijd als een ondersoort van M. muricola gezien is, verschilt zo sterk van de rest van Myotis dat hij in een apart geslacht zal worden geplaatst.